# Yannik Oenning
Yannik Oenning (* 22. Februar 1993 in Bocholt) ist ein deutscher Fußballspieler.

## Karriere
Beim SC 26 Bocholt begann Oenning mit dem Fußballspielen, 2006 wechselte er in die Jugendabteilung des VfL Rhede. Nach nur einem Jahr in Rhede zog er weiter zum MSV Duisburg. In der Duisburger A-Jugend entwickelte er sich zum Stammspieler und hatte mit neun Toren sowie zehn Vorlagen großen Anteil am Klassenerhalt in der U19-Bundesliga 2011/12.
Im Sommer 2012 wechselte er zum SV Wehen Wiesbaden. Dort wurde er vor allem für die zweite Mannschaft in der Hessenliga eingesetzt. Er stand auch einige Male im Kader der ersten Mannschaft von Trainer Peter Vollmann. Sein Debüt in der 3. Liga gab er am ersten Spieltag der Saison 2012/13 beim 3:1-Erfolg gegen Rot-Weiß Erfurt, wobei er zur Pause beim Stand von 0:1 ausgewechselt wurde. Im April 2013 erlitt er einen Kreuzbandriss und fiel für den Rest der Saison aus. Im Sommer 2013 wurde Oennings Vertrag in Wiesbaden nicht verlängert.
Nach über einjähriger Verletzungspause schloss er sich im Dezember 2014 dem 1. FC Bocholt in der Oberliga Niederrhein an. Nach anderthalb Jahren verließ er den Verein wieder und wechselte zur Spielzeit 2016/17 zum Lokalrivalen VfL Rhede in die Landesliga. Zur Saison 2020/21 wechselte er zum Ligakonkurrenten PSV Wesel-Lackhausen.